# Rachesa
Rachesa é um gênero de mariposa pertencente à família Bombycidae.